# ديبورتيفو إل ناسيونال

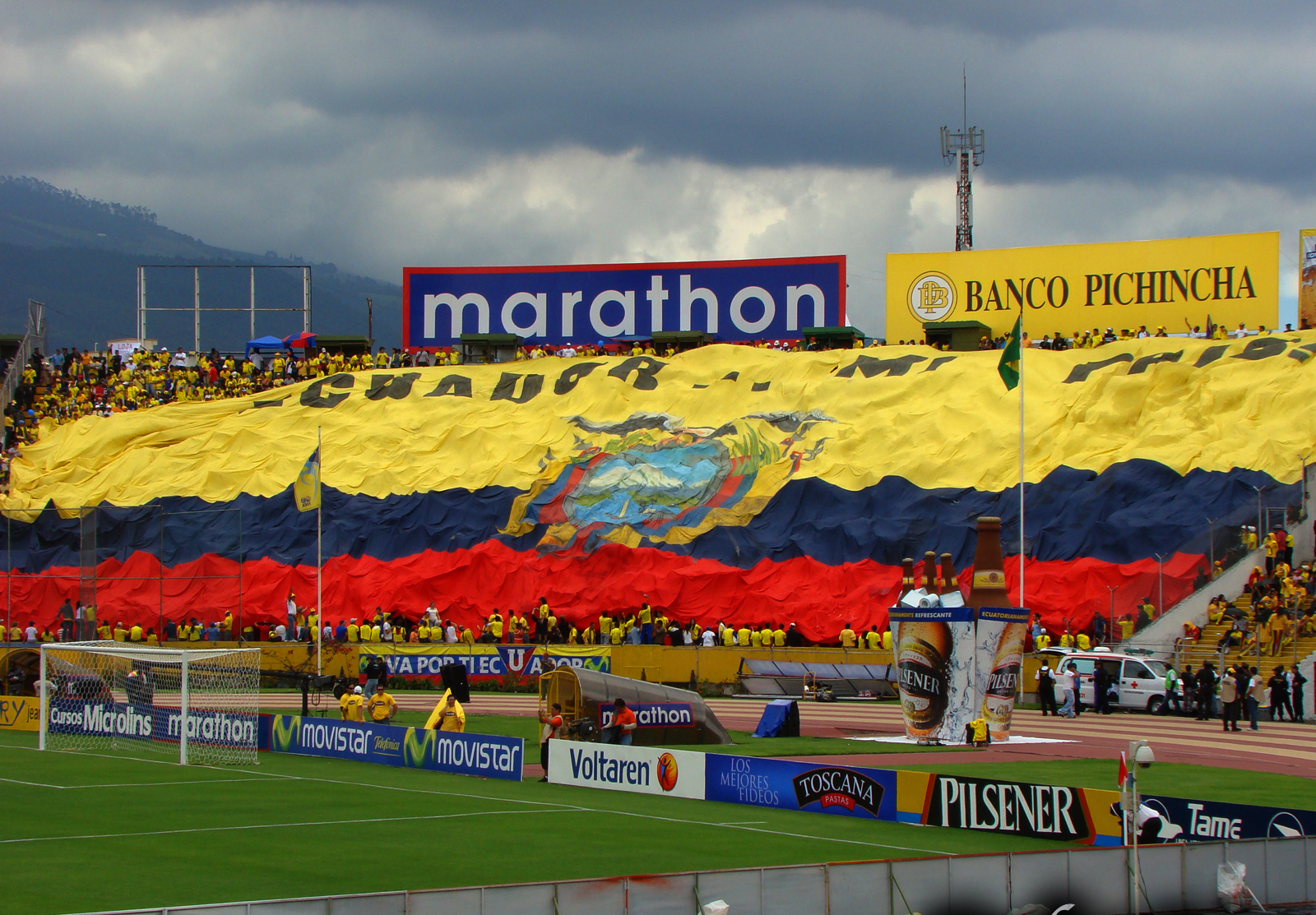
ملعب آتاهوالبا الأولمبي خلال تصفيات كأس العالم 2010.

نادي ديبورتيفو إل ناسيونال (بالإسبانية: Club Deportivo El Nacional) هو نادي كرة قدم إكوادوري من العاصمة كيتو. يلعب الفريق في دوري الدرجة الأولى وهي الدرجة الممتازة لكرة القدم في البلاد. يتساوى الفريق مع نادي برشلونة الرياضي من حيث النجاح في إكوادور بثلاثة عشر لقب. تم تأسيس النادي يوم 1 يونيو 1964 ويدار من قبل الجيش الإكوادوري. يلعب النادي مبارياته المنزلية على ملعب آتاهوالبا الأولمبي الذي يتسع لجلوس 40,948 شخص.

## وصلات خارجية
- الموقع الرسمي (بالإسبانية)